# Virga

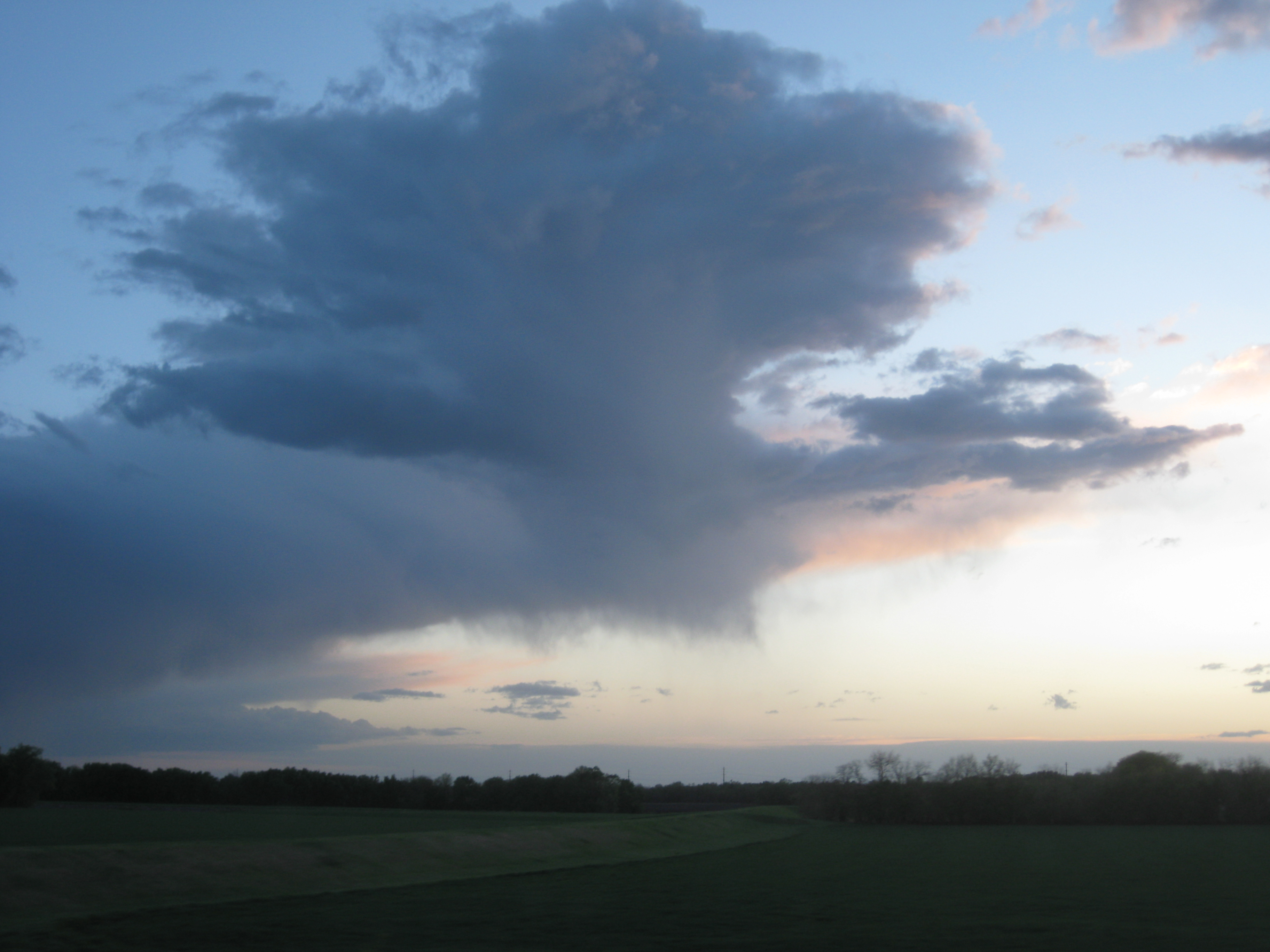
Virga al tramonto: si noti come la precipitazione non tocchi il suolo

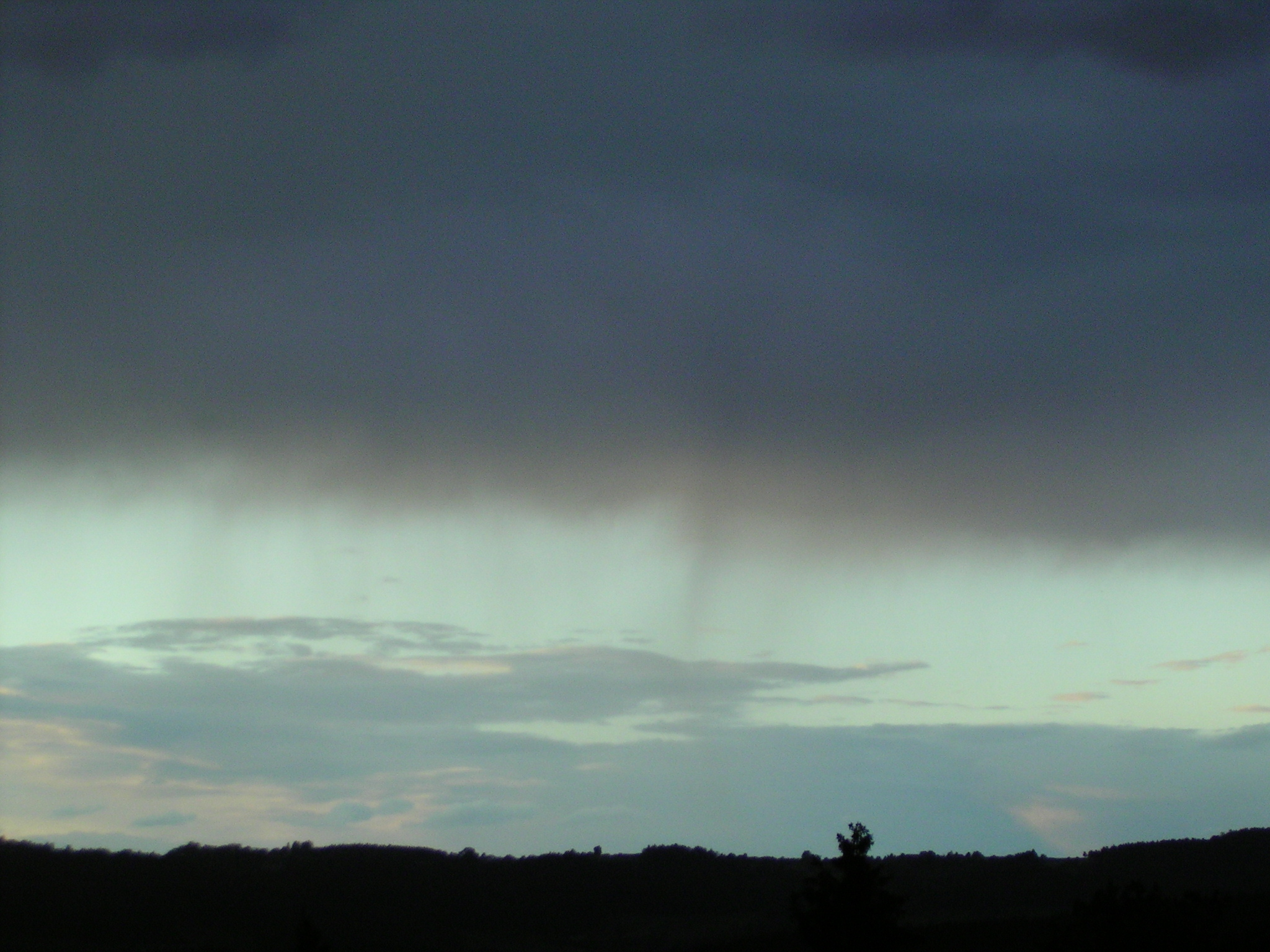
Nimbostratus virga

Con virga (latino virga, "verga, ramo") s'intende una caratteristica accessoria di certe nubi che consiste in scie di precipitazione inclinate o verticali, attaccate alla superficie inferiore della nube stessa e che non raggiungono il suolo, evaporando o, se si tratta di una precipitazione solida, sublimando durante il percorso dal momento che attraversano strati di aria più secchi. 

## Nomenclatura
Quando si parla di una nube, la parola latina virga si scrive immediatamente dopo la tipologia di nube stessa (per esempio Cumulonimbus virga) e non si declina. Si può però parlare generalmente di virgae (o virghe, con plurale all'italiana) in riferimento alle scie lasciate da una precipitazione che non raggiunge il suolo. Talvolta i meteorologi interpretano virga come acronimo di "Variable Intensity Rain Gradient Aloft", ma in questo caso si tratta in realtà di un retroacronimo. In inglese virga è generalmente sinonimo di precipitation trail e di fallstreak.

## Caratteristiche
Le nubi che possono presentare virga sono cirrocumuli, altocumuli, altostrati, nembostrati, stratocumuli, cumuli e cumulonembi. Quando si verifica il fenomeno, compare una scia generalmente inclinata formata da cristalli di ghiaccio o goccioline liquide di pioggia. Queste scie possono causare fenomeni atmosferici interessanti, perché quando la pioggia passa dallo stato liquido a quello gassoso sottrae una grande quantità di calore all'aria e quindi la raffredda parecchio. Queste piccole porzioni d'aria molto fredda scendono rapidamente creando piccole trombe d'aria.

## Virgae bande di precipitazione
Non si deve confondere il fenomeno conosciuto come virga con le bande di precipitazione, che indicano semplicemente che sta avvenendo una precipitazione nella zona in questione, sia che raggiunga il suolo (in tal caso si parla di praecipitatio come caratteristica accessoria della nube) o no. Bande particolarmente consistenti si possono osservare mentre precipitazioni nevose avvengono su colline e monti, assumendo l'aspetto di nuvole attaccate alla parete del monte stesso.